# Neolipoptena ferrisi
Neolipoptena ferrisi är en tvåvingeart som först beskrevs av Joseph Charles Bequaert 1935.  Neolipoptena ferrisi ingår i släktet Neolipoptena och familjen lusflugor. Inga underarter finns listade i Catalogue of Life.